# 伯先路近代建筑群
伯先路近代建筑群位于中国江苏省镇江市润州区，该路两侧、向南延伸线京畿路及周边一带保留有许多清末民初的近代建筑。自1861年开辟镇江英租界后，此处紧邻租界，连接火车站与长江码头，因此曾有众多中外机构座落此处，建筑风格为仿西洋式或中西合璧式。1992年，伯先路近代建筑群被列为镇江市文物保护单位。

## 沿路近代建筑
- （西侧）镇江英国领事馆旧址，建于1889-1890年，1996年列为全国重点文物保护单位
- 伯先路82号（东侧）：广肇公所旧址，建于1907年，已列为江苏省文物保护单位。
- 伯先路79号（西侧北口）：银山门浸会堂，介于英国领事馆与镇江商会之间，由美南浸信会始建于1885年, 重建于1921年，现存两幢二层青砖建筑，今为伯先路小学使用。
- 伯先路73号（西侧）：镇江商会旧址，原为洋务局，目前建筑建于1929年，已列为江苏省文物保护单位。长42.7米，宽22米。
- 小街41号（东侧）：镇江内地会教堂旧址：在伯先路东侧，由戴德生创立于1868年。
- （西侧）：内地会医院，在内地会教堂对面，二层红砖建筑, 占地面积10.60×12平方米。
- 伯先路35号（西侧）：蒋怀仁诊所旧址，由原内地会医院医师、宁波人基督徒蒋怀仁建于1907年，长18米，宽10米。
- 伯先路29号（西侧）：屠家骅公馆、江南饭店旧址，建于1927年，四层青砖建筑。
- 伯先路27号（西侧）：金山饭店旧址
- 京畿路82号（西侧）：世界红卍字会江苏省会旧址，1934年扩建，2019年列为江苏省文物保护单位[1]。
- 京畿路（西侧）：镇江老邮政局，毗邻世界红U字会江苏省会, 占地面积16×24平方米, 1921年落成。仿西方门楼式公用建筑
- 京畿路（西侧）吉庆里
- （西侧）伯先公园及五卅演讲厅（西侧），建于1925-1926年。
- 长江路 209 号：英租界工部局旧址（附近江边）